# ورنر دنکورت
کارل ورنر دنکْوُرْت (انگلیسی: Werner Dankwort; ۱۳ اوت ۱۸۹۵ – ۱۹ دسامبر ۱۹۸۶) دیپلمات اهل آلمان بود که نقشی مهم در عضو شدن این کشور در جامعه ملل در سال ۱۹۲۶ ایفا کرد. او پس از جنگ جهانی دوم نمایندهٔ آلمان در سازمان همکاری و توسعه اقتصادی (در مساعی موسوم به طرح مارشال) بود.